# Tibouchina nanifolia
Tibouchina nanifolia är en tvåhjärtbladig växtart som beskrevs av Todzia. Tibouchina nanifolia ingår i släktet Tibouchina och familjen Melastomataceae. Inga underarter finns listade i Catalogue of Life.